# Szydło (roślina)
Szydło (Subularia L.) – rodzaj roślin należący do rodziny kapustowatych. Obejmuje dwa gatunki. Szydło wodne S. aquatica rośnie w północnej części Ameryki Północnej, Europy i Azji, a S. monticola w Afryce. Są to rośliny wodne, zaliczane do izoetydów wyróżniając się tym w obrębie rodziny, obejmującej zasadniczo rośliny lądowe. Są to rośliny jednoroczne i dwuletnie, co z kolei jest wyjątkowe wśród zasadniczo wieloletnich izoetydów.

## Morfologia
PokrójRośliny z przyziemną różyczką liści, nagie. Głąbiki kwiatostanowe pojedyncze, nierozgałęzione.
LiścieOdziomkowe trwałe, całobrzegie. Liści łodygowych brak.
KwiatyZebrane w grono, wydłużające się podczas owocowania. Działki kielicha 4, prosto wzniesione lub wznoszące się. Płatki korony 4, czasem ich brak, białe, bez paznokcia, wąskolancetowate lub podługowate. Pręcików 6, czterosilnych. Zalążnia górna, znamię główkowate.
OwoceŁuszczynki jajowate lub elipsoidalne.

## Systematyka
Pozycja systematyczna według APweb (aktualizowany system APG IV z 2016)
Należy do rodziny kapustowatych (Brassicaceae), rzędu kapustowców (Brassicales), kladu różowych (rosids) w obrębie okrytonasiennych (Magnoliophyta).
Wykaz gatunków
- Subularia aquatica L. – szydło wodne[5]
- Subularia monticola A. Braun ex Schweinf.